# Atomic TV
Atomic TVはルーマニアのAtomic Media Advertisingが運営するルーマニアの音楽専門チャンネル。1999年2月3日開局。
ルーマニア初の音楽専門チャンネルとして開局当初は大きな注目を集めるも、ミュージックビデオ制作会社への多額の負債を抱えたことでAtomicの社名を売却せざるを得なくなり、2004年6月26日にTV K Lumeaに改名された。更に2006年11月9日にSBS Broadcasting Groupに運営が譲渡されたことでKiss TVに移行、事実上の閉局となった。その後、2015年にストリーミングテレビの形で一時的に放送を再開、2021年11月20日に新たな放送局としてAtomic TVの名が復活し、現在に至っている。